# Глобальное управление
Глобальное управление (англ. Global Governance) — система институтов, принципов, политических и правовых норм, поведенческих стандартов, которыми определяется регулирование по проблемам транснационального и глобального характера в природных и социальных пространствах. Такое регулирование осуществляется взаимодействием государств (прежде всего через сформированные ими многосторонние структуры и механизмы), а также негосударственных субъектов международной жизни.
С середины семидесятых годов прошлого века в условиях продолжающегося формирования комплексной взаимозависимости мира и появления все большего количества проблем планетарного масштаба международное сообщество пришло к необходимости обеспечения более высокой степени координации и создания механизмов совместного регулирования глобальных процессов. Возникла потребность в организации глобального управления, идея и практика которого к настоящему моменту претерпели значительную эволюцию. Однако до сих пор остается неясным, какой принцип должен быть положен в основу его функционирования.

## Научное обоснование концепции

### Реализм
Первой научной парадигмой среди различных теорий международных отношений стал политический реализм, который сформировался в начале XX в. Его основоположниками можно по праву считать таких американских и британских исследователей, как Ганс Моргентау, Эдуард Халлетт Карр, Джордж Фрост Кеннан и др. В своих работах они, в первую очередь, опирались на идеи, высказанные английским философом-материалистом, одним из основателей теории общественного договора Томасом Гоббсом.
В своей монографии Левиафан, посвященной проблемам образования государства, Гоббс рассматривает так называемое естественное состояние, то есть состояние абсолютной свободы, в каковом пребывают люди, не являющиеся ни суверенами, ни подданными. Такое состояние есть анархия и постоянная «война всех против всех».
Гоббс пишет, что 

«в таком состоянии нет места для трудолюбия, так как никому не гарантированы плоды его труда, и потому нет земледелия, судоходства, морской торговли, удобных зданий, нет средств движения и передвижения вещей, требующих большой силы, нет знания земной поверхности, исчисления времени, ремесла, литературы, нет общества, а, что хуже всего, есть вечный страх и постоянная опасность насильственной смерти, и жизнь человека одинока, бедна, беспросветна, тупа и кратковременна».
По мнению Гоббса, с течением времени индивиды понимают необходимость ограничения состояния абсолютной свободы, которое, по причине эгоцентричной природы человека, ведет лишь к возникновению постоянных конфликтов и насилия, и, стремясь избавиться от бедствия войны, добровольно ограничивают свои права в пользу государства, заключая «общественный договор». Задачей последнего становится обеспечение мира и безопасности своих граждан.
Представители реализма и отдельных его направлений экстраполируют идеи Гоббса на сферу международных отношений. Они провозглашают, что взаимодействие государств осуществляется хаотичным образом, так как не существует какого-либо «надгосударственного властного центра». В результате международные отношения являются анархическими, а главной целью государств становится, прежде всего, собственное выживание. Важно отметить, что анархию в этом случае следует понимать как антоним иерархии, а не синоним беспорядка.
Однако если рассуждать, руководствуясь той же логикой, то можно предположить, что и акторы мировой политики рано или поздно осознают необходимость заключения аналогичного «общественного договора» между ними в целях предотвращения перманентных войн, что в конечном итоге приведет к созданию мирового государства или мирового правительства. Тем не менее, представители реалистической школы скептически относятся к возможности такого развития событий. Во-первых, национализм, по их мнению, является самой сильной формой идеологии. Современные независимые государства-нации не желают признавать какую-либо вышестоящую власть и, тем более, делегировать ей часть своего национального суверенитета. Ввиду этого, не представляется возможным применить методы внутригосударственного, базирующегося на иерархичности организации регулирования к управлению глобальному. Во-вторых, анархия международных отношений не означает, что мир постоянно находится в состоянии «войны всех против всех». Внешняя политика государства в какой-то мере всегда учитывает интересы других субъектов. Государства вступают в различные союзы, чтобы реализовать политические цели и по возможности стабилизировать международную обстановку. Устанавливается баланс сил, который означает состояние стабильности, основанное на примерно равном распределении сил между крупнейшими игроками.

### Либерализм
Теоретическая школа либерализма, будучи также одной из старейших в теории международных отношений, по основным позициям противоположна реализму. Исследователи, работающие в рамках данной парадигмы, основывают свои теоретические воззрения на работах Дж. Локка, И. Канта, Ж.-Ж. Руссо и др.
Либералы, как и реалисты ретранслируют идеи великих философов просвещения на сферу межгосударственных отношений. Не отрицая в принципе анархию международной системы, они вторят И. Канту и убеждены в том, что человек по своей природе не является существом агрессивным — он нацелен на сотрудничество.
По их мнению, международное сотрудничество и международная торговля ведут к снижению конфликтного потенциала, поскольку, как с рациональной, так и с этической точки зрения, являются предпочтительнее положения конфликта. В свою очередь, растущая материальная взаимозависимость государств, формирующаяся в условиях глобализации, обуславливает необходимость международного регулирования. Международные организации способствуют распространению мира и стабильности, усмиряя более сильные государства путем создания международных норм и новых правил проведения многосторонней политики. Более того, они обладают необходимыми инструментами предотвращения или управления межгосударственными конфликтами.
Таким образом, по мнению либералов, экономически значимая торговля оказывает существенное статистически подтвержденное положительное влияние на сокращение межгосударственных конфликтов, а процессы и явления, вызываемые усиливающейся взаимозависимостью мира, рассматриваются ими в качестве предпосылки к глобальному управлению. В свою очередь, глобальное управление понимается как фактор развертывания глобализации.

## Варианты организации глобального правления и их перспективы

### Формированиеединого мирового правительства
Данный подход предполагает формирование единого мирового правительства, которое создается и функционирует по образу и подобию внутригосударственного. Проблема в данном случае сводится лишь к тому, чтобы наделить его соответствующими властными полномочиями. Однако этот вариант в настоящий момент не рассматривается в качестве действительно возможного. Во-первых,
современные независимые государства-нации не желают признавать какую-либо вышестоящую власть и, тем более, делегировать ей часть своего национального суверенитета. Ввиду этого, не представляется возможным применить методы внутригосударственного, базирующегося на иерархичности организации регулирования к управлению глобальному. Во-вторых, при столь большом разнообразии политических систем, традиций, уровней экономического развития это выглядит просто нереальным.

### Реформа ООН
Смысл этого подхода сводится к проведению реформы ООН, чтобы сама организация стала центральным звеном управления, а ее институты были преобразованы в своеобразные отраслевые министерства и ведомства. Совет Безопасности ООН, таким образом, стал бы чем-то наподобие мирового правительства, Генеральная Ассамблея ООН начала выступать в роли парламента, а МВФ стал выполнять функции мирового центрального банка.
Однако возможность реализации подобного плана представляется весьма утопичной. Единственная существенная реформа ООН была проведена в 1965 году, после того как две трети всех членов организации ратифицировали, а все пять постоянных членов Совета Безопасности одобрили Резолюцию 1990, предлагавшую расширить состав непостоянных членов Совбеза с 11 до 15 членов и требуемое большинство — с 7 до 9 членов. Эксклюзивное право вето, закрепленное за пятью постоянными членами, было оставлено без изменения. В 1992 году Генеральный секретарь ООН Бутрос Бутрос-Гали призвал к дальнейшим реформам, чтобы организация в большей степени соответствовала новых мировым реалиям. Сразу после этого члены так называемой группы G4, состоящей из Бразилии, Германии, Японии и Индии заявили свои претензии на места постоянных членов Совбеза. Одновременно, Аргентина, Мексика и Колумбия выступили с инициативой расширения числа непостоянных членов. Тем не менее, оба предложения до сих пор не встретили полного согласия и одобрения.
В свою очередь, академик РАН А. В. Торкунов считает, что 

«ООН разветвленной системой напоминает не столько модель глобального правительства, сколько прообраз — пока еще бесконечно далекий от идеала — гражданского общества. Именно это направление ее деятельности — в сторону гражданского общества, в сторону больших контактов с национальной общественностью, с негосударственными структурами, с социально ответственных бизнесом — может стать перспективнейшим направлением развития Организации Объединенных Наций».

### ГегемонияСША
Этот подход связан с идеями моноцентричности мира и управления им США в качестве главного актора. Одним из наиболее активных сторонников моноцентричности мира во главе с США выступает З. Бжезинский, выделяющий четыре основные области, в которых они лидируют: военно-политическую, экономическую, технологическую и массовой культуры.
В соответствии с данной концепцией, после развала Советского Союза, краха социалистического блока и роспуска СЭВ и ОВД перед США открылись беспрецедентные возможности. В условиях отсутствия относительно равного по потенциалу противника и распада биполярного порядка Соединенные Штаты стали единоличными «хозяевами мира». Набиравшая темпы глобализация, проходившая в устраивавшем США либерально-демократическом духе, способствовала росту экономического благосостояния Америки. Остальные государства не проявляли особого недовольства действиями США.
Однако с началом нового тысячелетия, возвышением таких стран, как Китай, Индия, а также возросшим негодованием американскими действиями среди стран Запада, то есть традиционных американских союзников, Соединенным Штатам становится все труднее проводить унилатералистскую политику, не учитывая цели, интересы и активность других акторов.
Таким образом, идея гегемонии США, как и предыдущие подходы, вызывает больше число критических откликов.

### Сетевая организация глобального управления
Данный подход состоит в том, что в основу глобального управления будет положен сетевой, а не иерархический принцип организации, который исходит из полицентричности мира и предполагает участие в управлении не только государств и межгосударственных образований, но и других акторов.
Управление в международной или транснациональной сфере представляется весьма восприимчивым к сетевым идеям. Безусловно, существует некая иерархия, которая, например, выражается в предоставлении постоянным членам Совета Безопасности ООН особых прав и обязанностей по сохранению международного мира и безопасности. Но сфера мировой политики не является жестко иерархичной. Напротив, она скорее остается анархичной средой, а международная система по-прежнему состоит из более или менее независимых суверенных единиц, тяготеющих к непризнанию и отторжению какой-либо вышестоящей централизованной власти. Вместе с тем, по причине продолжающегося процесса глобализации и появления новых вызовов планетарного масштаба, сохраняется и увеличивается потребность в глобальном управлении, под которым в этом случае подразумевается уже не мировое правительство, а гораздо более практичный подход — использование коллективных усилий как для противодействия транснациональным угрозам, так и для реализации общих возможностей. В подобных условиях сетевой принцип является одним из основных, наиболее предпочтительных и наиболее инклюзивных вариантов его оформления.
Среди ученых, концентрирующих внимание на проблемах теоретического осмысления международных отношений, первыми об использовании сетевого подхода заговорили Р. Кеохэйн и Дж. Най, хотя в своей статье от 1974 года они еще не употребляли термин «сеть» как таковой. Они связывали большие надежды с так называемым трансправительственным сотрудничеством, которое авторы определяли как 

«множество прямых взаимодействий между составными частями различных правительств, не находящимися под непосредственным контролем кабинетов и их глав и напрямую не руководствующимися проводимой ими политикой».
Дальнейшее развитие их идеи получили в концепции Анны-Марии Слотер. В книге «Новый мировой порядок» она подробно описывает официальные правительственные сети, пронизывающие государственные органы (кабинеты правительств, законодательные и судебные инстанции) всевозможных стран мира и вовлекающие их служащих во всевозрастающее реальное и виртуальное взаимодействие как друг с другом, так и с новыми неправительственными акторами. Сами сети представляют собой сложное сочетание относительно стабильных, децентрализованных, неиерархических, зачастую неформальных отношений, посредством которых их участники быстро обмениваются информацией и согласуют свою деятельность с целью принятия эффективных мер для решения общих проблем глобального масштаба в политической, экономической, социальной областях и в сфере безопасности. Правительственные чиновники, представляющие различные органы государственной власти, участвуя в подобных сетях, создают плотные сетевые формы сотрудничества, переступающие национальные границы, а также границы между национальными и наднациональными институтами. Таким образом, не возникает необходимости в учреждении централизованного вышестоящего правительства, довлеющего над национальными государствами.
Тем не менее не стоит отождествлять сетевой принцип функционирования глобального правления с ныне существующими международными организациями и формальными институтами. Им, согласно меткому замечанию того же Р. Кеохэйна, свойственна 

«дилемма управления: несмотря на важное значение институтов в жизни человека, они являются весьма опасными», поскольку «могут способствовать эксплуатации и даже угнетению».
 Помимо этого, они характеризуются определенной иерархичностью, что наглядно проявляется в вышеупомянутом предоставлении постоянным членам Совета Безопасности ООН особых прав и обязанностей по сохранению международного мира и безопасности, в неравномерном распределении голосов в международных финансовых организациях, а взаимодействие в их рамках не в полной мере учитывает появление все большего количества неправительственных участников мировой политики.
В действительности, сетевой подход к глобальному управлению является чрезвычайно перспективным, поскольку в некотором роде исключает потерю национального суверенитета в результате делегирования правительствами части своих функций наднациональным органам и международным организациям, обеспечивает высокую скорость передачи информации, вовлекает в процесс принятия решений негосударственных акторов. Он уже в полной мере продемонстрировал свои преимущества в борьбе с международным терроризмом и преступностью, когда межправительственные финансовые сети взаимодействуют для выявления и замораживания террористических активов, а сотрудники правоохранительных органов обмениваются жизненно важной информацией о подозреваемых, в экономической сфере, где сети, состоящие из министров финансов и глав центральных банков различных государств, принимают ключевые решения по поводу того, как противостоять последствиям мировых финансовых кризисов, в области экологии — в рамках НАФТА американское, канадское и мексиканское природоохранные агентства создали комиссию по экологическому сотрудничеству . Существует масса подобных примеров.
Тем не менее налицо потребность в площадке, которая бы стала своеобразным регулирующим комитетом для разного рода сетей, катализатором для разработки и реализации инициатив в сфере управления с помощью этих сетей. И такого типа площадка уже имеется — это Группа двадцати. Однако ее потенциал остается во многом недооцененным и не используется в полной мере. На данный момент под эгидой Большой двадцатки действует лишь сеть, состоящая из министров финансов и глав центральных банков стран-участниц. В этой связи, логично бы было учредить аналогичные сети парламентариев, делящихся друг с другом опытом законотворческой практики и гармонизирующих позиции по ряду правовых вопросов, представителей судебной власти, сотрудничающих в соблюдении национальных и международных нормативно-правовых актов, членов правительств, обменивающихся на регулярной основе информацией о деятельности исполнительных органов. Более того, в контексте непрекращающихся споров о необходимости реформирования ООН и финансовых институтов Бреттон-Вудской системы, было бы разумно представить Группу двадцати в международных организациях, что поспособствует вовлечению в сети еще большего количества участников.

## Международная координация политики как форма глобального управления
Наиболее реалистичным направлением развития глобального управления является расширение (за счет вовлечения новых участников, причем не только государств, но и организаций, корпораций, общественных институтов и т. д.) и углубление (посредством расширения и детализации повестки координации) международной координации политики в разнообразных сферах. Дискуссии о необходимости и целесообразности международной координации начались уже в конце 19 — начале 20 века и активизировались после окончания Первой мировой войны. Именно в координации и взаимном согласовании политики странами мира многим тогда виделся залог сохранения мира и стабильности. Поиск эффективных путей координации продолжался на протяжении всего 20 века и продолжается сейчас, несмотря на ряд объективно препятствующих этому факторов.
Международная координация политики возможна в различных институциональных форматах, которые могут быть классифицированы в зависимости от того, как принимаются политические решения: децентрализовано (то есть каждым участником) или централизовано (при условии делегировании участниками части своих полномочий координирующему центру)), а также принимаются ли решения каждый раз на основе переговоров / консенсуса или же на основе заранее согласованных правил и принятых участниками обязательств. Среди международных организаций есть такие, которые осуществляют централизованную координацию политики преимущественно на основе заранее принятых правил и соглашений, используя делегированные им ресурсы и полномочия (например, Всемирный банк), а также такие, которые координируют политику участников на основе сочетания соглашений и переговоров (например, Всемирная торговая организация). Примером децентрализованной координации на основе переговоров являются саммиты G-7 и G-20, а децентрализованной координации на основе формального соглашения — координация политики стран, подписавших Парижское соглашение по климату.
Хотя попытки межгосударственной координации в 20-21 веках очень часто оказывались малоуспешными, но в условиях все возрастающей взаимозависимости стран на фоне углубляющейся глобализации, альтернативой международной координации политики уже не может быть изоляционизм. В обозримом будущем не приходится рассчитывать ни на мировое правительство, ни тем более на благосклонную опеку какого-либо мирового гегемона. Альтернатива международной координации и взаимодействию на основе традиционных форматов и институтов — это опять же международная координация и взаимодействие, но уже на основе новых, постоянно совершенствуемых принципов и правил.